# パタゴニクス
パタゴニクス (Patagonykus) は白亜紀後期のアルゼンチンに生息した獣脚類の一種。アルヴァレスサウルス科に属する。アルゼンチンのリオ・ネウケン累層に含まれる、Portezuelo層の露頭から発見された。この層の年代はチューロニアンからコニアシアンと推定されている。タイプ標本は頭骨を欠いており不完全ではあるが、保存状態はよく、多数の椎骨・烏口骨・前肢の一部・腰帯・後肢が含まれている。属名 Patagonykus は”パタゴニアの鉤爪”を意味する。全長2m程度と推定される。